# Oligia hausta
Oligia hausta là một loài bướm đêm trong họ Noctuidae.